# Inwendige bloeding
Een inwendige bloeding is een bloeding binnen in het lichaam.  Een inwendige bloeding kan veroorzaakt worden door stomp (een autostuur in de buik; een klap tegen het hoofd) of penetrerend (een kogel, een mes) letsel. Ook kunnen ziekten zoals een maagzweer of een stoornis van de bloedstolling inwendige bloedingen veroorzaken.

## Verschijningsvormen
Een inwendige bloeding kan, afhankelijk van de plaats en de grootte en snelheid van het bloedverlies, zich op de volgende wijze uiten:
1. Hemorragische shock; dit treedt op wanneer er plotseling een grote hoeveelheid bloed aan de bloedsomloop onttrokken wordt.  Voorbeelden:  een scheur in de aorta,  een maagbloeding,  buitenbaarmoederlijke zwangerschap, een scheur in de lever of de milt.
2. Zichtbaar bloedverlies. Sommigen zullen dit geen inwendige bloeding meer noemen. Abnormaal bloedverlies is altijd een reden voor medisch onderzoek naar de oorzaak. Het bloedverlies zelf is echter lang niet altijd spoedeisend. Een neusbloeding kan er indrukwekkend uitzien, maar meestal is het probleem te verhelpen door een paar minuten de neusvleugels tegen elkaar te duwen. Bloedverlies bij de urine is zelden spoedeisend; een paar druppels bloed kleuren een grote hoeveelheid urine rood, waardoor het erger lijkt dan het is, al  zal de arts wel grondig willen uitzoeken waar het vandaan komt. Bloed uit de longen is schuimend en rose. Meestal is het niet de hoeveelheid bloed maar de toestand van de longen zelf die aandacht nodig heeft. Bloedverlies uit de maag is meestal zwart door de inwerking van het maagzuur. Donker braken of zwarte ontlasting kunnen wijzen op grote, gevaarlijke  hoeveelheden bloedverlies. Na een bevalling kunnen vrouwen gevaarlijke hoeveelheden bloed verliezen (fluxus post partum), bijvoorbeeld als de placenta niet geheel losgekomen is of als de baarmoeder niet goed samentrekt.
3. Bloedingen kunnen ook met geen of geringe verschijnselen gepaard gaan. Bloedingen in de maag of de dikke darm blijken soms alleen doordat de patiënt ijzergebreksanemie heeft.
4. Druk op organen speelt vooral maar niet uitsluitend, een rol in de hersenen. Wanneer een bloeding optreedt in de schedel, zal de druk stijgen. Weliswaar blijft het bloedverlies beperkt, maar de gevolgen zijn ernstig en eventueel dodelijk.  Voorbeelden:  binnen enkele uren na een klap op het hoofd kan een op het harde hersenvlies gelegen bloeduitstorting ontstaan waardoor de patiënt opnieuw het bewustzijn verliest;  enkele dagen tot weken na een misschien alweer vergeten val komen er verschijnselen van een onder het harde hersenvlies gelegen bloeding; de tot dan toe gezonde patiënt voelt een knap in het hoofd, krijgt felle hoofdpijn en wordt nekstijf door een bloeding in het hersenvocht.

## Bloeding en bloedstelping
Er ontstaan eigenlijk voortdurend kleine bloedingen in ons lichaam. Het lichaam voorkomt echter dat er veel bloedverlies optreedt door bloedstelping en bloedstolling. Wanneer er een bloedvat beschadigd wordt, trekt het zich samen, waardoor het bloedverlies beperkt wordt.
De meeste bloedvaten bevinden zich in een beperkte ruimte, bijvoorbeeld in een soort hoesje samen met de zenuw. Wanneer er bloed uit het bloedvat treedt, wordt er als het ware een drukverband gevormd (tamponnade). 
Wanneer er een bloeding optreedt, zal door de bloedstolling ook getracht worden het lek te dichten door een bloedstolsel. Er zijn verschillende mechanismen die hierin samenwerken, en waarin de bloedplaatjes, de cellen van de wand van de bloedvaten en de eiwitten van de bloedstolling een grote rol spelen.

## Behandeling en vooruitzichten
Oorzaken, verschijnselen en dus ook behandeling en gevolgen van inwendige bloedingen zijn  uiteenlopend.
Van belang zijn:

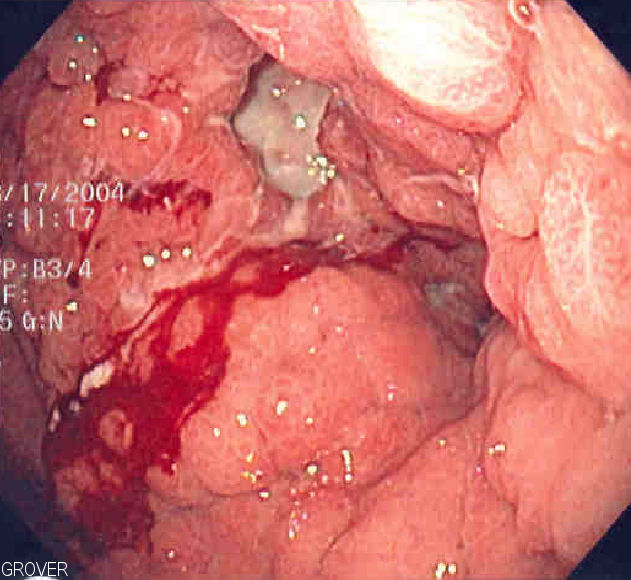
Deze maag is geheel bedekt met kwaadaardige cellen en bloedt daardoor voortdurend.

1. De gezondheid van het weefsel. Zowel kanker als ontstekingen bloeden gauw en gemakkelijk.
2. Of de bloeding afgedrukt kan worden. Er moet dus een natuurlijke tamponnade optreden, of de dokter moet een tamponnade aanbrengen, bijvoorbeeld door een verslapte baarmoeder te tamponeren.
3. Of de bloedstolling goed functioneert. Patiënten die antistolling of andere bloedverdunners  gebruiken lopen meer risico doordat bij hen de bloedstolling expres geremd wordt. Er zijn pijnstillers op de markt, zoals diclofenac, ibuprofen, en naproxen die dit effect eveneens hebben, en bovendien de kans op maagproblemen vergroten. Deze middelen zijn zonder recept te krijgen. Veel zeldzamer zijn mensen met een aangeboren tekort van de bloedstolling, zoals hemofilie
4. Of het bloedtekort kan worden aangevuld. Bij kleine hoeveelheden kan men met een bloedvervanger toe, bij grote bloedingen is een bloedtransfusie levensreddend. Donorbloed is echter arm aan bloedplaatjes, soms moeten deze apart worden toegediend.
5. Of het lukt de bloeding te stoppen. Bij een bloedende aorta probeert men een vaatprothese door de lies ter plaatse aan te brengen. Een maagbloeding probeert men te stoppen met het vaatvernauwende middel vasopressine.  Een gekwetste milt  zal vaak verwijderd moeten worden.
6. Bij bloedingen in en rond de hersenen is niet het bloedverlies, maar de drukverhoging het probleem. Men zal een gaatje boren om het hematoom te ontlasten.